# Planetarisk nebulosa
En planetarisk nebulosa är ett astronomiskt objekt som består av materia som små och medeltunga stjärnor i slutfasen av sitt liv stöter ut. En stjärna balanseras hela sin livstid av två krafter, gravitationen som försöker komprimera stjärnan och det mottryck som kärnreaktionen i stjärnans centrum skapar. Kärnreaktionen uppstår när väte under gravitationens tryck upphettas och övergår i helium. När vätet i stjärnans centrum tar slut, kommer stjärnan i obalans och börjar pulsera och under dessa konvulsioner kastas en stor del av stjärnans massa ut i rymden. Den återstående varma och ljusstarka kärnan avger ultraviolett strålning som joniserar de utkastade delarna, vilka då strålar som en planetarisk nebulosa.
I en stor stjärna fortsätter däremot kärnreaktionen förbi väte/helium-stadiet och den slutar sina dagar som en supernovaexplosion.
Namnet "planetarisk" fick denna nebulosatyp när de först upptäcktes på 1700-talet, eftersom deras utseende påminner om gasjättar då de observeras genom ett mindre optiskt teleskop, någon annan koppling till planeter finns inte.  
Exempel på planetariska nebulosor är 
- Ringnebulosan (M57) i Lyran
- Kattögenebulosan (NGC 6543) i Draken
- Hantelnebulosan (M27) i Räven
- NGC 3132 i Seglet
- Stingrocknebulosan (Hen 3-1357) i Altaret